# 오이라트어
오이라트어(토도 문자: ᡆᡕᡅᠷᠠᡑ ᡘᡄᠯᡄᠨ Oirad kelen [œːrt cɛˈlən], 오이라트어: Өөрд, 할하 몽골어: Ойрад)는 오이라트계 민족이 사용하는 몽골어족 언어이다. 화자는 러시아 연방 칼미크 공화국, 몽골 서부, 중국 신장 위구르 자치구, 칭하이성, 간쑤성 등지에 분포하며 소멸위기언어이다. 칼미크 공화국에서 쓰이는 오이라트어를 한정해서 칼미크어라고 부르기도 한다. 문어(文語)로는 칼미크 공화국에서 쓰이는 칼미크어와 중국 신장 위구르 자치구에서 쓰이는 오이라트 문어가 존재한다.

## 화자 분포

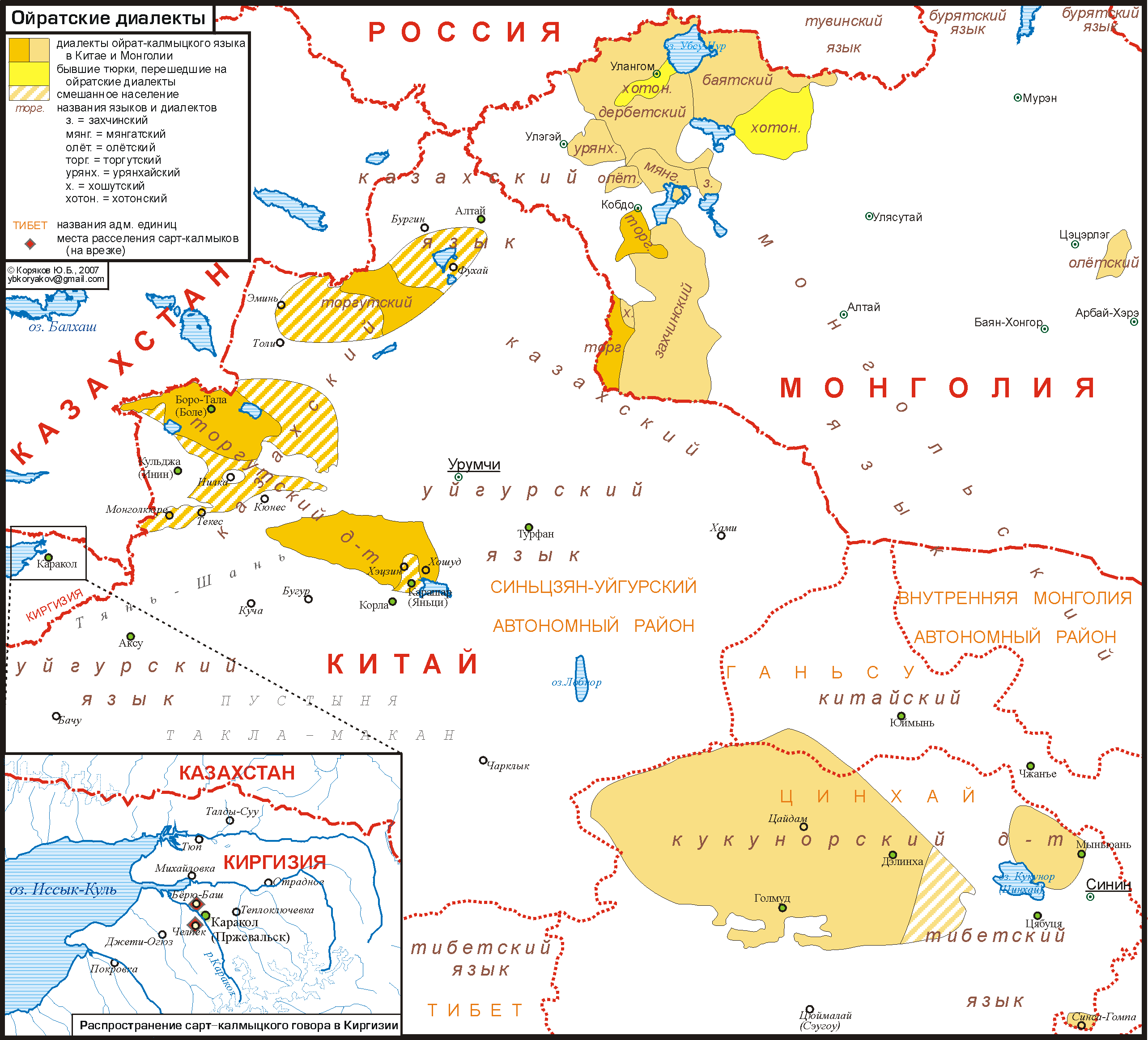
칼미크어를 제외한 오이라트어의 분포

오이라트어 화자는 주로 러시아 연방 칼미크 공화국, 몽골 서부(허브드주와 오브스주), 중국 신장 위구르 자치구, 칭하이성, 간쑤성에 거주하는 오이라트족이다.
칼미크인은 칼미크 공화국 인구의 절반을 점하며, 1630년대에 내전을 피해 볼가강 유역으로 이동한 오이라트족의 토르구트부의 후예이다. 러시아에서 오이라트족과 오이라트어는 하나의 민족, 하나의 언어로 간주되어 칼미크인, 칼미크어로 지칭된다. 칼미크 공화국에서 오이라트어는 러시아어와 함께 공용어이며 키릴 문자로 표기된다.
몽골과 중국에서 오이라트족은 몽골 민족에 포함되어 독립적인 하나의 민족으로 간주되지 않는다. 그러나 원래 오이라트족의 문화, 관습 등은 몽골족과 차이가 있다. 오이라트어도 행정상 각각의 국가에서 표준어(몽골에서는 몽골어의 할하 방언, 중국에서는 몽골어의 차하르 방언을 표준어의 기반으로 삼았다)와 다른 방언으로 여겨지며, 실제 각각의 표준어의 영향을 받은 중간적인 언어(또는 방언)으로 변질되었다. 몽골과 중국의 오이라트어 화자는 문어로서는 각각의 표준어를 사용하지만, 유일하게 신장 위구르 자치구의 오이라트족은 1648년에 몽골 문자를 기초로 만들어진 토도 문자를 사용하여 표기한 오이라트 문어를 사용한다. 현재 학교 기관에서 오이라트 문어의 교육은 사라졌고, 몽골 문자로 표기된 몽골어 문어가 교육된다. 그러나 신문, 잡지, 서적 등에서는 아직도 오이라트 문어가 사용되고 있다.
| 지역                    | 문어(문자)               | 구어 표준어 |
| ----------------------- | ------------------------ | ----------- |
| 칼미크 공화국           | 칼미크어(키릴 문자)      | 칼미크어    |
| 중국 신장 위구르 자치구 | 오이라트 문어(토도 문자) |             |
| 중국 칭하이성, 간쑤성   |                          |             |

오이라트어파는 소멸위기언어이다. 러시아 구성 공화국인 칼미크 공화국의 수도 소재의 칼미크 대학에는 칼미크어·문화학과가 있으며, 오이라트어를 가르치는 학생을 육성하고 있다.
칼미크 공화국, 몽골, 중국에서 오이라트어는 문화적으로 하나의 언어권을 형성하지 못하며, 발음, 문법, 어휘 면에서 차이가 나타난다.

## 표준어와 방언
오이라트어의 표준어를 규정한 곳은 칼미크 공화국뿐이며, 몽골과 중국에서는 오이라트어가 몽골어의 방언으로 간주되어 표준화되지 않았다. 칼미크 공화국의 오이라트어 표준어는 기본적으로 토르구트 방언을 기반으로 하고 있으나 도르베트 방언의 요소도 포함하고 있다.
칼미크 공화국의 주요 방언은 토르구트 방언과 도르베트 방언이다. 이 둘은 음성과 어휘 면에서 사소한 차이를 보인다.
1. 몽골 문어의 제2음절 이후의 -ayi-, -oyi-에 대해 칼미크 방언에서는 /aː/가, 도르베트 방언에서는 /æː/가 대응된다.
2. 토르구트 방언의 제1음절에서 b, m에 선행하는 모음 /u, y/가 도르베트 방언에서는 /o, ø/가 된다.

돈강 유역의 칼미크어를 개별적인 방언으로 간주하는 경우도 있다. 기타 지역의 방언은 조사가 불충분하며 자세한 분류 작업이 이루어지지 않았다.
- 부자와 방언 Buzawa (xal-buz)
- 도르베트 방언 Dörböt (xal-drb)
- 오이라트 방언 Oirat (xal-oir)
- Sart Qalmaq (xal-sar)
- 토르구트 방언 Torgut (xal-tor)

## 음운
칼미크 공화국에서 쓰이는 오이라트어, 즉 칼미크어의 음운을 기준으로 서술한다.

### 모음
칼미크어의 단모음에는 a, o, u, æ, ø, e, y, i의 여덟 종류가 있다.
|        | 전설  | 전설  | 후설  | 후설  |
|        | 평순  | 원순  | 평순  | 원순  |
| ------ | ----- | ----- | ----- | ----- |
| 고모음 | и /i/ | ү /y/ |       | у /u/ |
| 중모음 | е /e/ | ө /ø/ |       | о /o/ |
| 저모음 | ә /æ/ |       | а /a/ |       |

단모음은 제1음절에서 8개가 모두 음소로 구분되지만 제2음절부터는 단일 음소 /ə/로 중화된다. 장모음은 각각의 단모음에 대응되는 /aː, oː, uː, æː, øː, eː, yː, iː/의 여덟 종류가 음소로서 존재한다. 이중모음은 존재하지 않으며 몽골 문어의 ayi, uyi, oyi에는 각각 /æː, yː, øː/가 대응된다.

#### 모음조화
모음은 장단에 관계 없이 후설모음 /a, o, u/과 전설모음 /æ, ø, e, y, i/으로 분류된다. 제1음절의 모음이 후설모음인 경우, 제2음절부터의 장모음은 /aː, uː, iː/ 중 하나로 한정되며, 제1음절의 모음이 전설모음인 경우, 제2음절부터의 장모음은 /æː, øː, iː/ 중 하나가 된다. 제2음절부터의 단모음은 모음조화와는 별개로 하나의 음소로 중화되었다. 또한 몽골어 할하 방언 등에서는 원순모음 /o, ɵ/ 뒤의 /aː, eː/가 각각 /oː, ɵː/로 동화되어 순행적인 원순화가 일어났으나, 오이라트어에서는 이러한 개신이 발생하지 않았기 때문에 모음조화의 구조가 비교적 단순하다.
| 제1음절의 모음                | 제2음절부터의 장모음 | 제2음절부터의 장모음 |
| ----------------------------- | -------------------- | -------------------- |
| a, aː o, oː u, uː             | aː, uː               | iː                   |
| æ, æː ø, øː e, eː y, yː i, iː | æː, yː               | iː                   |

이렇나 모음조화는 하나의 형태소 내에서 그치지 않고 접미사까지 미친다. 때문에 접미사 중에 /a/~/æ/ 및 /u/~/ø/의 모음교체에 의한 이형태를 갖는 것이 많다.

### 자음
|        |        | 양순음 | 치경음 | 구개음화 치경음 | 연구개음 | 구개수음 |
| ------ | ------ | ------ | ------ | --------------- | -------- | -------- |
| 파열음 | 무성   | п /p/  | т /t/  | /tʲ/            | к /k/    |          |
| 파열음 | 유성   | б /b/  | д /d/  | /dʲ/            | г /g/    |          |
| 마찰음 | 무성   |        | с /s/  | ш /ʃ/           |          | х /χ/    |
| 마찰음 | 유성   |        | з /z/  |                 |          | һ /ʁ/    |
| 파찰음 | 무성   |        | ц /ts/ | ч /ʧ/           |          |          |
| 파찰음 | 유성   |        |        | җ /ʤ/           |          |          |
| 비음   | 비음   | м /m/  | н /n/  |                 | ң /ŋ/    |          |
| 전동음 | 전동음 |        | р/r/   |                 |          |          |
| 접근음 | 접근음 |        | л /l/  | /lʲ/            |          |          |

/b/는 어두 및 /m/의 직후에서 [b], 어중과 어말에서는 마찰음으로 나타나며, 무성자음 앞에서는 [ɸ], 그 이외에서는 [β]로 실현된다.

## 표기 체계

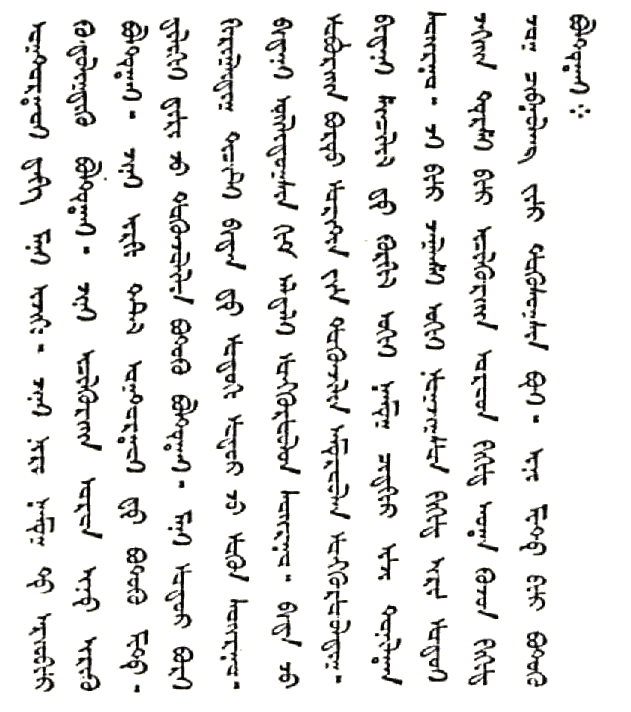
토도 문자로 적힌 칼미크어 주기도문의 한 구절. (1870년)

본래 오이라트족은 문자를 사용하지 않았으나 몽골 제국 시기에 몽골에 지배당하면서 몽골 문어를 사용하게 되었고, 1648년에 자야 판디타가 몽골 문자를 개량한 토도 문자를 고안한 이래, 오이라트어는 토도 문자로 표기되었다. 그러나 이렇게 적힌 오이라트 문어는 오이라트어의 구어를 완전히 반영한 것이 아니며, 지금까지 사용해온 몽골 문어의 요소가 많이 포함되어 있었다.
현재 오이라트 문어를 사용하는 화자 집단은 중국 신장 위구르 자치구의 오이라트족뿐이다. 중국의 다른 지역에서는 내몽골어가, 몽골에서는 몽골어가 문어로서 통용되며 오이라트어의 표준화된 정서법은 존재하지 않는다.
칼미크 공화국에서는 1924년에 키릴 문자를 활용한 정서법을 제정해, 1931년에는 몽골인민공화국, 칼미크 공화국, 부랴트 공화국 공통의 셀렝게 방언을 기초로 한 라틴 문자 기반으로 전환되었으나, 1937년에 소련 내의 라틴 문자화 운동의 노선 변경의 영향으로, 칼미크 공화국에서 독자적인 키릴 문자 기반의 정서법을 제정했다. 이 정서법은 오이라트어의 토르구트 방언을 기초로 한다.

### 키릴 문자
칼미크어에서 쓰이는 키릴 문자는 러시아어에서 쓰이는 33문자에 ә, һ, җ, ң, ө, ү의 6자를 더한 39자이며, 모음은 13자, 자음은 23자, 반모음 1자, 기호 2자로 구성된다. 이 가운데 в, ё, ж, ф, щ는 차용어에서만 나타난다.
| 대문자 | А   | Ә   | Б   | В     | Г   | Һ   | Д   | Е     | Ё      | Ж     | Җ   | З   | И      | Й   | К    | Л   | М   | Н    | Ң    | О   |
| 소문자 | а   | ә   | б   | в     | г   | һ   | д   | е     | ё      | ж     | җ   | з   | и      | й   | к    | л   | м   | н    | ң    | о   |
| 음가   | /a/ | /æ/ | /b/ | ([v]) | /g/ | /ʁ/ | /d/ | /e/   | ([jo]) | ([ʒ]) | /ʤ/ | /z/ | /i/    | /j/ | /k/  | /l/ | /m/ | /n/  | /ŋ/  | /o/ |
| 대문자 | Ө   | П   | Р   | С     | Т   | У   | Ү   | Ф     | Х      | Ц     | Ч   | Ш   | Щ      | Ъ   | Ы    | Ь   | Э   | Ю    | Я    |     |
| 소문자 | ө   | п   | р   | с     | т   | у   | ү   | ф     | х      | ц     | ч   | ш   | щ      | ъ   | ы    | ь   | э   | ю    | я    |     |
| 음가   | /ø/ | /p/ | /r/ | /s/   | /t/ | /u/ | /y/ | ([f]) | /χ/    | /ts/  | /ʧ/ | /ʃ/ | ([ʃʧ]) |     | /i:/ |     | /e/ | /ju/ | /ja/ |     |

제1음절의 단모음은 모음자 한 글자, 장모음은 모음자 두 글자를 연달아 적는 것으로 나타낸다. 단, 제2음절부터는 단모음은 중화되기 때문에 표기하지 않으며, 장모음은 모음자 한 글자로 나타낸다. 예: /baːtər/→баатр

## 문법
- 명사의 곡용에는 단복수, 격, 재귀소속어미, 인칭소속어미의 네 종류가 있다. 격에는 할하 몽골어에선 보이지 않는 동반격이 존재한다.
- 동사의 활용에는 활용어미(명령형, 종지형, 형동사형, 부동사형)가 있다.
- 기본 어순은 SOV이며 수식어는 피수식어의 앞에 놓이기 때문에 한국어와 어순이 흡사하다.
- 술어에는 인칭어미가 붙는다. 인칭어미는 주어의 인칭과 수를 나타내며, 할하 몽골어에는 없는 문법 요소이다.

## 어휘
칼미크어는 몽골어족 기초어휘 외에 러시아어로부터 유입된 차용어를 다수 포함하고 있다.

## 참고 문헌
- Hammarström, Harald; Forkel, Robert; Haspelmath, Martin; Bank, Sebastian, 편집. (2023). 〈Kalmyk〉. 《Glottolog 4.8》. Jena, Germany: Max Planck Institute for the Science of Human History.
- 栗林均「オイラト語」『言語学大辞典』第1巻、亀井孝・河野六郎・千野栄一、三省堂、1988年
- 栗林均「カルムイク語」『言語学大辞典』第1巻、亀井孝・河野六郎・千野栄一、三省堂、1988年
- Lewis, M. Paul; Simons, Gary F.; Fennig, Charles D., eds. (2015). Ethnologue: Languages of the World (18th ed.). Dallas, Texas: SIL International.

## 같이 보기
- 토르구트 방언(프랑스어판, 영어판)
- 칼미크어
- 아라산 방언(프랑스어판, 영어판) (아라산맹)
- 토도 문자